# Igor Čumak
Igor Vladimirovič Čumak (rusko Игорь Владимирович Чумак), sovjetski (ruski) rokometaš, * 1. april 1964.
Leta 1988 je na poletnih olimpijskih igrah v Seulu v sestavi sovjetske rokometne reprezentance osvojil zlato olimpijsko medaljo; uspeh je ponovil čez štiri leta .